# Fort Branch
Fort Branch és una població dels Estats Units a l'estat d'Indiana. Segons el cens del 2005 tenia 3.420 habitants.

## Demografia
Segons el cens del 2000, Fort Branch tenia 2.320 habitants, 985 habitatges, i 647 famílies. La densitat de població era de 1.210,5 habitants/km².
Dels 985 habitatges en un 31,2% hi vivien nens de menys de 18 anys, en un 54,2% hi vivien parelles casades, en un 8,3% dones solteres, i en un 34,3% no eren unitats familiars. En el 30,4% dels habitatges hi vivien persones soles el 13,7% de les quals corresponia a persones de 65 anys o més que vivien soles. El nombre mitjà de persones vivint en cada habitatge era de 2,35 i el nombre mitjà de persones que vivien en cada família era de 2,95.
Per edats la població es repartia de la següent manera: un 24,5% tenia menys de 18 anys, un 8,3% entre 18 i 24, un 30,5% entre 25 i 44, un 20,3% de 45 a 60 i un 16,4% 65 anys o més.
L'edat mediana era de 37 anys. Per cada 100 dones de 18 o més anys hi havia 92,1 homes.
La renda mediana per habitatge era de 35.964$ i la renda mediana per família de 46.397$. Els homes tenien una renda mediana de 34.125$ mentre que les dones 21.314$. La renda per capita de la població era de 17.180$. Entorn de l'1,6% de les famílies i el 4,4% de la població estaven per davall del llindar de pobresa.

## Poblacions més properes
El següent diagrama mostra les poblacions més properes.